# Acronema dyssimetriradiata
Acronema dyssimetriradiata är en flockblommig växtart som beskrevs av Farille och S.B.Malla. Acronema dyssimetriradiata ingår i släktet Acronema och familjen flockblommiga växter. Inga underarter finns listade i Catalogue of Life.